# Martaré
Martaré is een Nederlands automerk dat gevestigd is in Laag-Soeren, Nederland. Martaré Sports Cars levert Kitcar body's van de twee modellen, de Martaré Flip-Front en de Martaré Vleugeldeur op basis van een Volkswagen Kever onderstel. De volledige carrosserie is volledig met de hand gemaakt van duurzaam polyester.